# Vicariato apostólico de Estambul
El vicariato apostólico de Estambul (en latín: Vicariatus Apostolicus Istanbulensis y en turco: İstanbul Havarisel Vekilliği) es una circunscripción eclesiástica de la Iglesia católica en Turquía. Se trata de un vicariato apostólico latino, inmediatamente sujeto a la Santa Sede. Desde el 14 de septiembre de 2021 su vicario apostólico es el obispo Massimiliano Palinuro.

## Territorio y organización

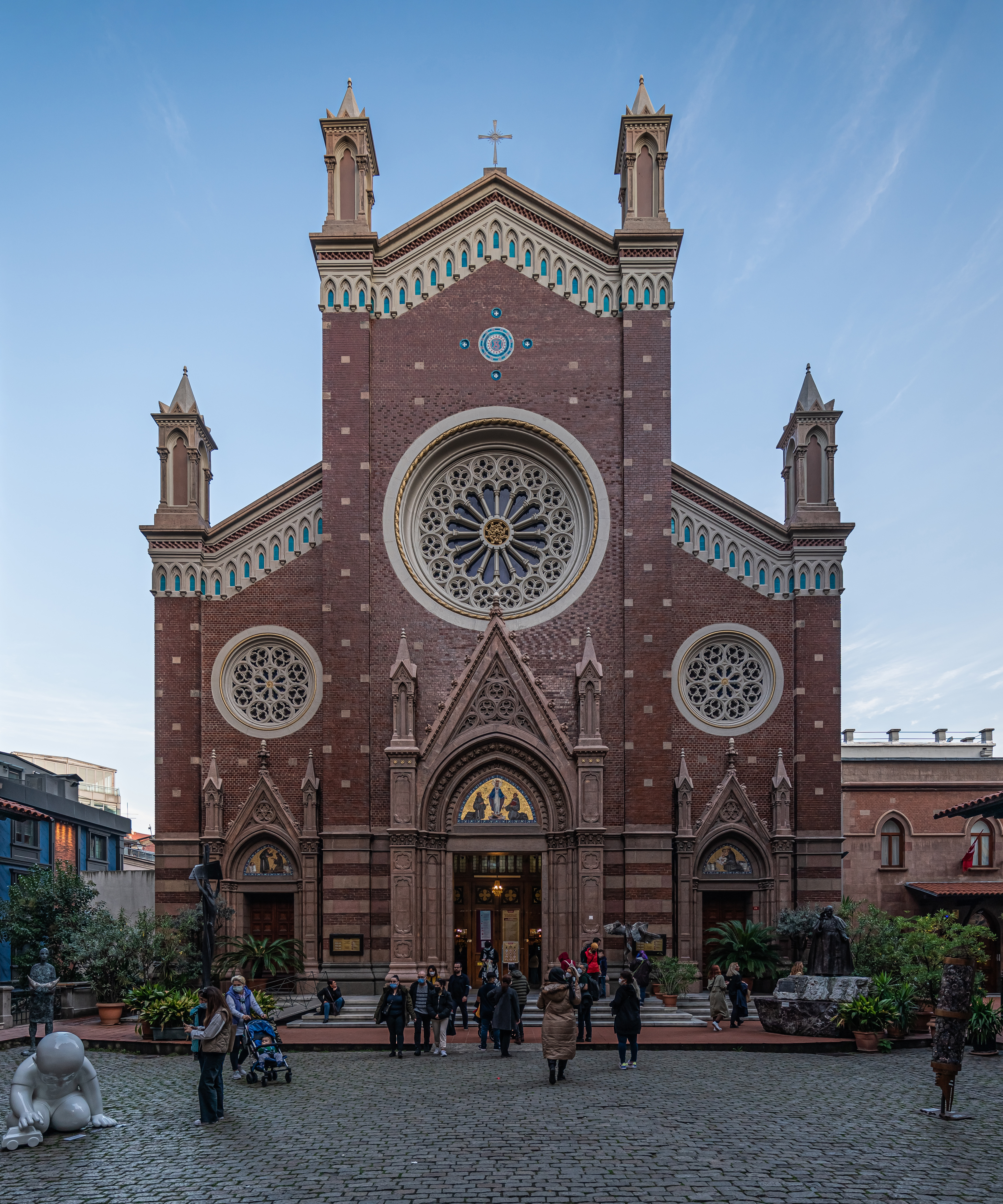
Basílica de San Antonio de Padua, en Estambul

El vicariato apostólico extiende su jurisdicción sobre los fieles católicos de rito latino residentes en: la provincia de Estambul, la región de Turquía europea (provincias de Edirne, Kırklareli y Tekirdağ) y en las siguientes provincias de Anatolia noroccidental: Kocaeli, Düzce, Zonguldak, Bartın, Kastamonu, Çankırı, Kırıkkale, Ankara, Karabük, Bolu, Eskişehir, Sakarya, Bilecik, Yalova, Bursa, Balıkesir y Çanakkale.

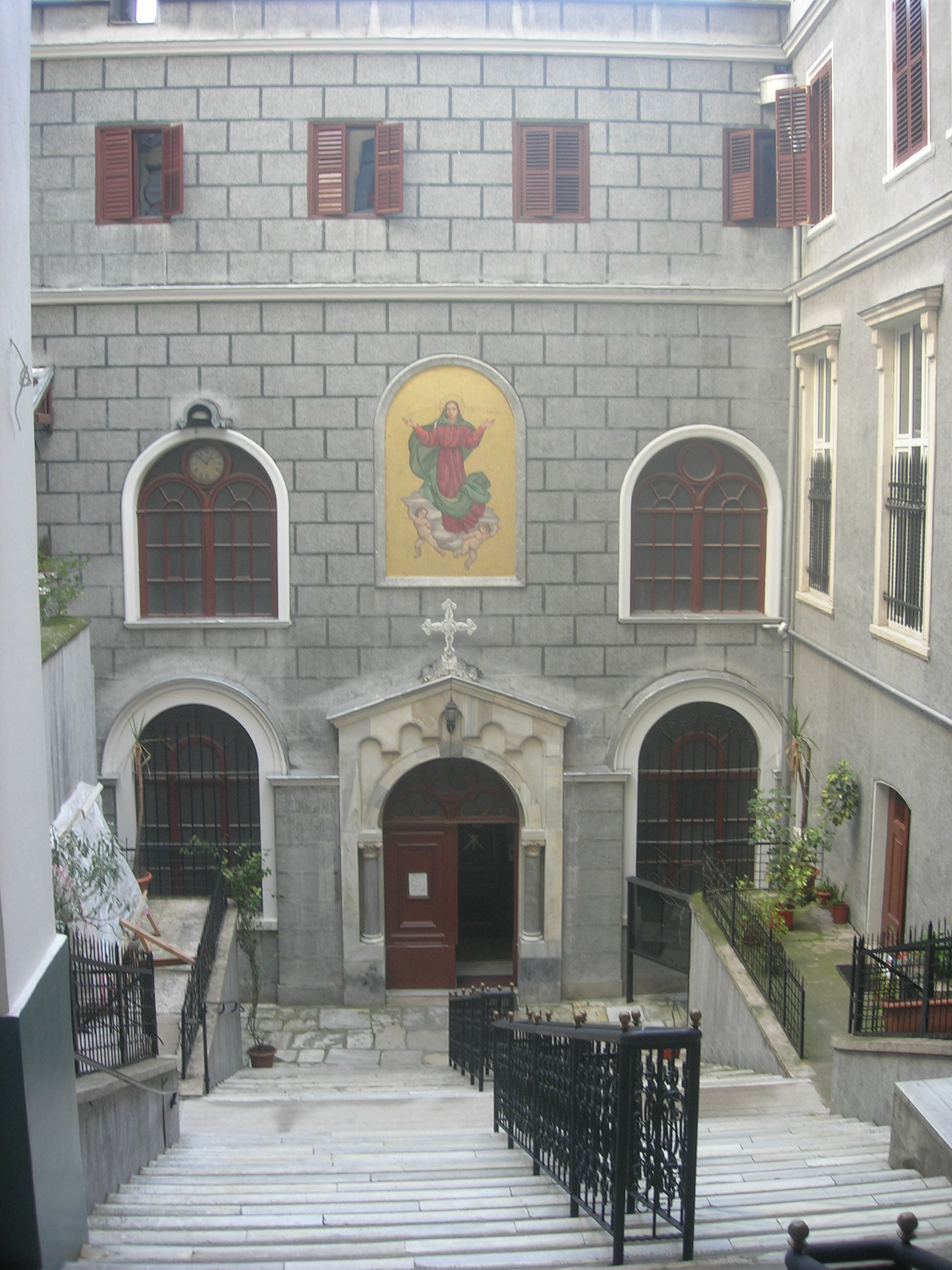
Iglesia de Santa María Draperis, en Estambul

La sede del vicariato apostólico se encuentra en la ciudad de Estambul, en donde se halla la Catedral basílica del Espíritu Santo y la basílica de San Antonio de Padua. Hasta su destrucción por un incendio en 1696 y su posterior incorporación a la mezquita Nueva, la iglesia católica principal de Constantinopla era la del convento de San Francisco, ubicada en la antigua colonia genovesa (hasta 1453) de Gálata o Pera (hoy llamada Karaköy, en el distrito de Beyoğlu). Entre 1783 y 1802 la iglesia de San Jorge sirvió como sede del vicariato apostólico, y desde entonces lo fue la iglesia de la Santísima Trinidad.

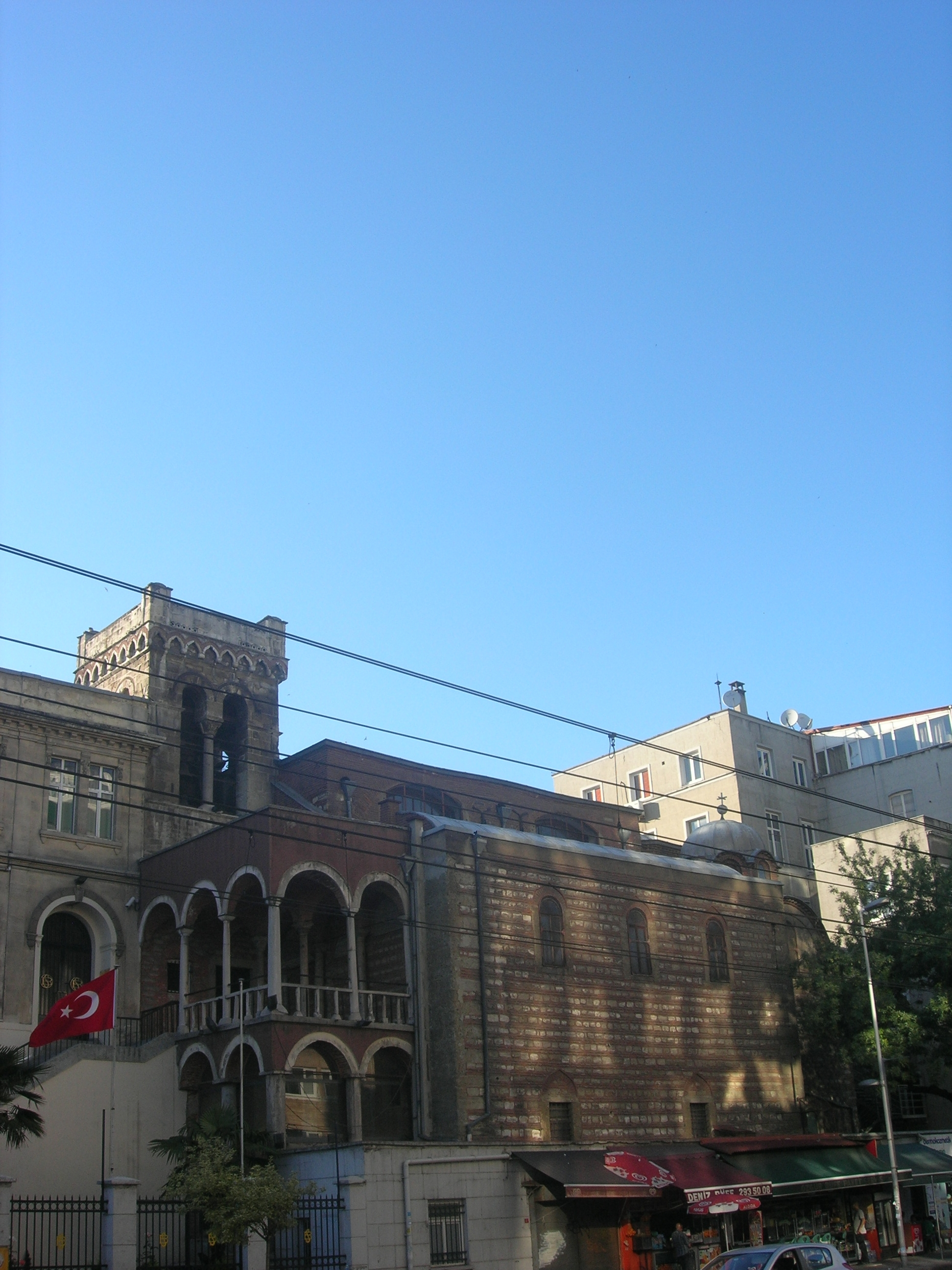
Iglesia de San Benito, en Estambul

En 2022 en el vicariato apostólico existían 12 parroquias. Existen 17 iglesias en Estambul, 2 en Ankara y una en Bursa.

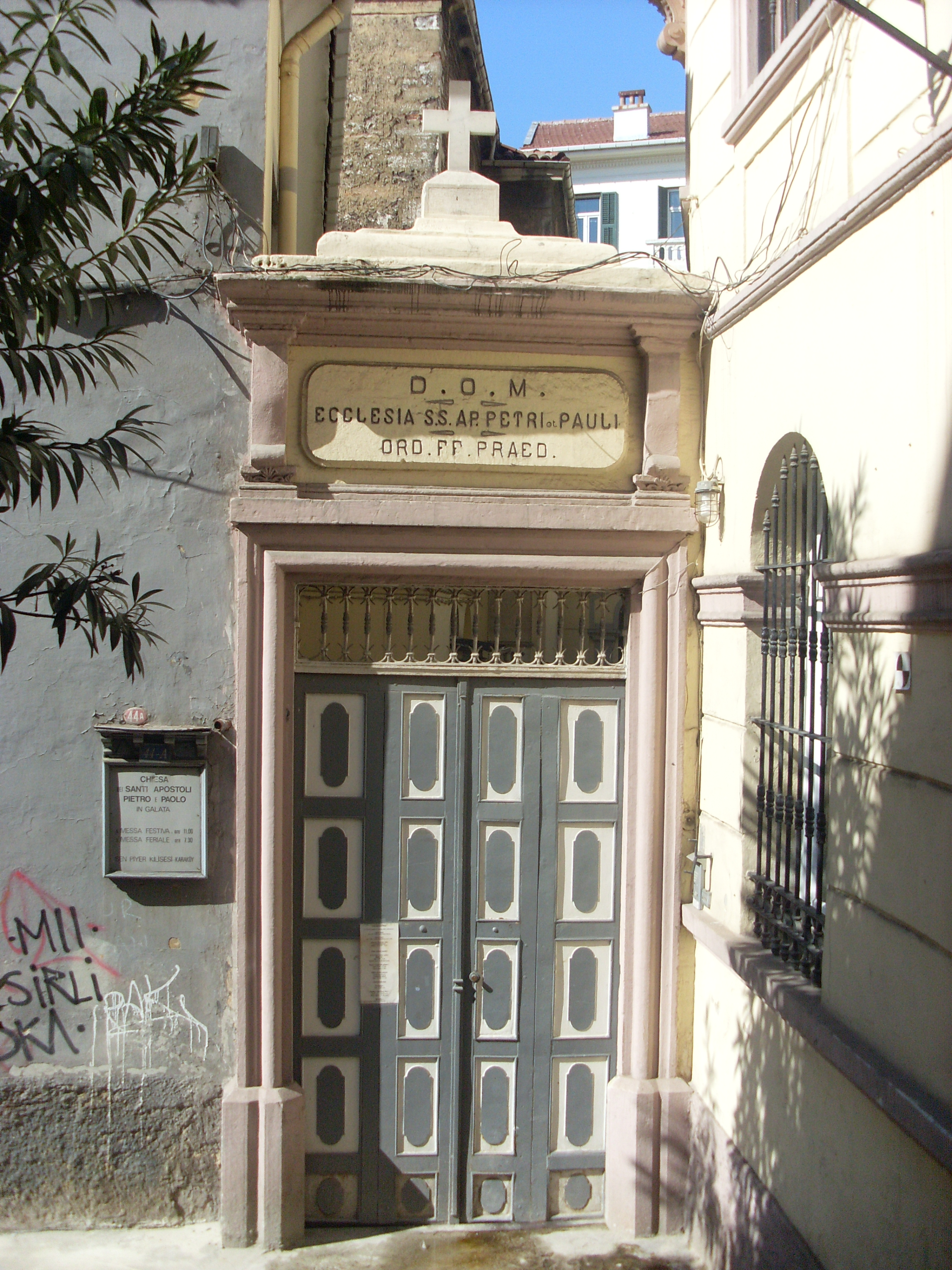
Iglesia de San Pedro y San Pablo, en Estambul

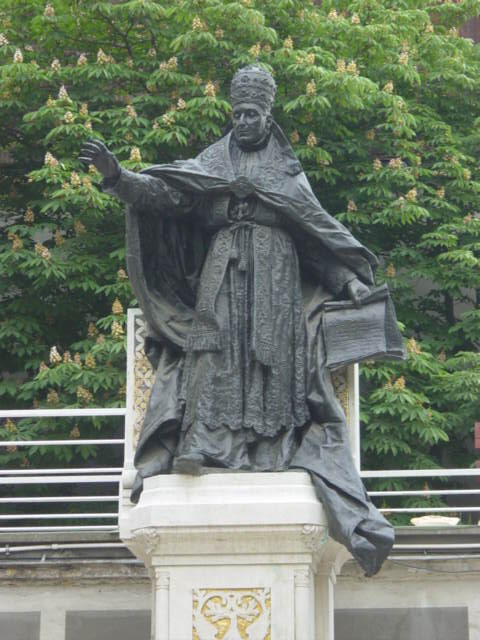
Estatua del papa Benedicto XV en el patio de la Catedral del Espíritu Santo

## Historia

### Patriarcado latino de Constantinopla
Tras la conquista latina de Constantinopla durante la Cuarta Cruzada el 12 de abril de 1204, la ciudad fue sede de un patriarcado latino contrapuesto al patriarcato ortodoxo que se instaló en Nicea. El patriarcado latino llegó a tener al menos 22 arzobispados y 59 obispados sufragáneos, en Europa, el Egeo y parte de Asia Menor. Durante la caída del Imperio latino de Constantinopla, en la noche del 24 al 25 de julio de 1261 el patriarca latino Justiniani logró escapar a Negroponte (Calcis, en la isla de Eubea). El patriarcado latino continuó existiendo en el exilio, manteniendo sus prerrogativas sobre las sedes latinas de su jurisdicción todavía existentes, así como su propio clero y un capítulo de canónigos que nombraba al patriarca, pero residiendo en Negroponte y luego en Venecia. El papa se reservó el nombramiento del patriarca desde el 7 de febrero de 1302, cuando nombró al patriarca ya electo como administrador apostólico de la arquidiócesis de Candia, unión que se mantuvo hasta el 8 de febrero de 1314, cuando lo unió a la diócesis de Negroponte, en donde podían residir en suelo griego bajo soberanía veneciana, contando con propiedades en la isla. Con la toma otomana de Negroponte el 12 de julio de 1470 y la sucesiva pérdida de todas las sedes latinas del patriarcado, el patriarca latino se refugió en Venecia y su estatus derivó hacia el de una sede titular reservada a un cardenal desde 1497, aunque el patriarca conservó hasta 1652 el derecho de nombrar un vicario patriarcal residente a Constantinopla, principalmente para asistir a la comunidad genovesa que quedó en la ciudad tras la conquista otomana (ya que el arzobispo de Génova dejó de asistirla). El patriarcado titular latino fue abolido por el papa Pablo VI en 1964 en el contexto del diálogo con la Iglesia ortodoxa.
En 1622, cuando el papa Gregorio XV estableció la Congregación de Propaganda Fide, solo había en la ciudad de Constantinopla unos pocos conventos e iglesias de los dominicos, conventuales, menores observantes y desde 1609 un colegio de jesuitas dedicado a convertir a los griegos ortodoxos. De los miembros de estas órdenes era nombrado el sacerdote vicario patriarcal, limitado a la ciudad.

### Vicariato apostólico
En 1623 la Congregación de Propaganda Fide, para reducir aún más los poderes del patriarca titular, decidió nombrar un obispo sufragáneo (nombre entonces equivalente al del actual obispo auxiliar) para la sede de Constantinopla, que debía ser nombrado por el patriarca, aunque los dos nombramientos fueron realizados por la congregación. Se nombraron dos obispos sucesivos: Livio Lilio el 19 de agosto de 1625 y Giacinto Subiano el 14 de noviembre de 1644. Sin embargo, los conflictos de jurisdicción entre los obispos sufragáneos y los vicarios patriarcales eran inevitables. Así, el 5 de marzo de 1652 el papa Inocencio X aprobó el decreto de la Propaganda Fide super unione vicariatus constantinopolitani cum suffraganeatu eiusdem. El 15 de abril de 1652 fue comunicada la decisión al vicario patriarcal Severoli y al obispo sufragáneo Subiano, quien fue designado primer vicario apostólico, por lo que se toma como fecha de erección del vicariato apostólico de Constantinopla. Así, la Santa Sede asumió bajo su propia autoridad el vicariato apostólico de Constantinopla, con un vicario a partir con dignidad episcopal, que por un tiempo fue llamado indistintamente como vicario apostólico, vicario patriarcal o vicario apostólico patriarcal. Algunas fuentes señalan que su territorio abarcaba todo el Imperio otomano, pero eso no es correcto ya que en la reunión de la Propaganda Fide del 8 de marzo de 1622 se pensó en erigir circunscripciones eclesiásticas en el Oriente basadas inicialmente en los antiguos patriarcados, por lo que a Constantinopla se le pensaba asignar Tracia y Anatolia. Es por eso que las diócesis de Isfahán (erigida el 12 de octubre de 1629 en el Imperio safávida) y Bagdad (erigida el 6 de septiembre de 1632 en Mesopotamia y Asiria) se erigieron en realidad de terra nullius dioceses del antiguo patriarcado de Antioquía, aunque la Santa Sede solía delegar el Oriente (excepto Constantinopla, las islas del mar Egeo y la arquidiócesis de Najicheván) a la Custodia de Tierra Santa y los portugueses consideraban Persia sujeta a su Padroado.
El 15 de abril de 1742 un decreto de la Propaganda Fide amplío los poderes del vicario apostólico dándole jurisdicción como delegado apostólico sobre los misioneros latinos y armenios (el patriarcado de Cilicia de los armenios fue creado poco después el 26 de noviembre de 1742 en Cilicia y Siria).
El 3 de febrero de 1830 el Imperio otomano reconoció la independencia de Grecia (declarada el 25 de marzo de 1821) y el 9 de agosto de 1834 el papa Gregorio XVI mediante el breve pastoralis officii nostri instituyó la delegación apostólica de Grecia, con el encargo de velar por los intereses de los fieles católicos del nuevo reino griego. A la vez el breve adjudicó a la delegación apostólica la administración de los territorios del vicariato apostólico que quedaron dentro del nuevo país.
En 1843 la isla Mitilene y la costa de Adramitio fueron cedidas al vicariato apostólico de Asia Menor.
La prefectura apostólica de Trebisonda fue erigida el 13 de marzo de 1845 a partir de áreas del vicariato apostólico en la costa del mar Negro. El 28 de agosto de 1874 cedió parte de su territorio para el restablecimiento de la diócesis de Creta por el papa Pío IX mediante el breve Arcano divinae.
El 3 de marzo de 1868 el vicario apostólico fue designado delegado apostólico para los ritos orientales.
El 24 de marzo de 1876 la iglesia del Espíritu Santo fue declarada catedral del vicariato apostólico mediante el breve Gratum Nobis del papa Pío IX.
Luego de la guerra ruso-turca (1877-1878) y de la independencia del Reino de Rumania ocurrida el 9 de mayo de 1877, el vicariato apostólico cedió algunos territorios a la diócesis de Bucarest, a la diócesis de Nikópol y al vicariato apostólico de Sofía y Filipópolis. 
El 12 de septiembre de 1896 se suprimió la prefectura apostólica de Trebisonda y su territorio se incorporó nuevamente al vicariato apostólico de Constantinopla.
Luego del derrumbe del Imperio otomano en la Primera Guerra Mundial y el consiguiente cambio de las fronteras, mediante el breve Admonet supremi del 16 de marzo de 1926 del papa Pío XI el vicariato apostólico cedió el territorio de Monastir y adyacencias a la diócesis de Skopie. El área fue perdida por los otomanos al ser ocupada por Serbia el 19 de noviembre de 1912, luego lo fue por Bulgaria y en 1918 pasó a formar parte del Reino de los Serbios, Croatas y Eslovenos. El 18 de marzo de 1926 mediante el breve In sublimi Principis del papa Pío XI cedió las áreas de Macedonia y Tracia que habían sido conquistadas por Grecia en las guerras de los Balcanes (1912-1913) para la erección del vicariato apostólico de Tesalónica.
El 20 de junio de 1931 cedió Anatolia oriental mediante el breve Quae ad christiani del papa Pío XI para la erección de la misión sui iuris de Trebisonda (hoy vicariato apostólico de Anatolia).
De 1925 a 1974 no se nombró ningún vicario apostólico de Constantinopla y el gobierno fue confiado al delegado apostólico pro tempore en Turquía, residente en Estambul, que era administrador apostólico sede vacante.
Con el fin del Imperio otomano, el nacimiento de la actual Turquía en 1923, y sobre todo con el traspaso de Hatay de Siria a Turquía en 1938, mediante las bulas del papa Pío XII Ad maius christifidelium del 5 de octubre de 1939 y Quo sacrorum del 9 de diciembre de 1939, el vicariato apostólico de Alepo cedió los territorios turcos del Hatay (con la primera bula) y de Cilicia (ciudades de Adana, Mersin y Tarso) que pasaron al vicariato apostólico de Constantinopla.
El 30 de noviembre de 1990 mediante el decreto Quo melius de la Congregación para las Iglesias Orientales, el vicariato apostólico tomó su nombre actual y cedió las áreas centrales y orientales (incluyendo las adquiridas en 1939) para la erección del vicariato apostólico de Anatolia (que incluyó también la suprimida misión sui iuris de Trebisonda).
Desde 1999 el vicario apostólico es también administrador apostólico sede vacante del exarcado apostólico de Estambul, la única circunscripción católica de rito bizantino en Turquía desde que el exarcado patriarcal de Estambul de la Iglesia greco-melquita católica quedó sin sacerdotes en 1957 y el 25 de noviembre de 1996 las pocas familias remanentes fueron confiadas al vicario apostólico latino.

## Estadísticas
Según el Anuario Pontificio 2023 el vicariato apostólico tenía a fines de 2022 un total de 17 000 fieles bautizados.
| Año                                                                             | Población | Población | Población      | Sacerdotes | Sacerdotes | Sacerdotes | Católicos por sacerdote | Diáconos permanentes | Religiosos | Religiosos | Parroquias y cuasiparroquias |
| Año                                                                             | Católicos | Total     | % de católicos | Total      | Diocesanos | Regulares  | Católicos por sacerdote | Diáconos permanentes | Masculinos | Femeninos  | Parroquias y cuasiparroquias |
| ------------------------------------------------------------------------------- | --------- | --------- | -------------- | ---------- | ---------- | ---------- | ----------------------- | -------------------- | ---------- | ---------- | ---------------------------- |
| 1950                                                                            | 7650      | ?         | ?              | 72         | 4          | 68         | 106                     |                      | 131        | 311        | 22                           |
| 1970                                                                            | 10 000    | ?         | ?              | 5          | 5          |            | 2000                    |                      |            |            |                              |
| 1980                                                                            | 5000      | ?         | ?              | 51         | 8          | 43         | 98                      | 1                    | 62         | 123        | 22                           |
| 1990                                                                            | 6000      | ?         | ?              | 44         | 6          | 38         | 136                     |                      | 50         | 100        | 17                           |
| 1999                                                                            | 15 000    | ?         | ?              | 28         | 3          | 25         | 535                     |                      | 32         | 91         | 13                           |
| 2000                                                                            | 15 000    | ?         | ?              | 33         | 3          | 30         | 454                     |                      | 37         | 90         | 13                           |
| 2001                                                                            | 15 000    | ?         | ?              | 30         | 3          | 27         | 500                     |                      | 38         | 91         | 13                           |
| 2002                                                                            | 15 000    | ?         | ?              | 35         | 3          | 32         | 428                     |                      | 43         | 91         | 13                           |
| 2003                                                                            | 15 000    | ?         | ?              | 32         | 2          | 30         | 468                     |                      | 39         | 90         | 13                           |
| 2004                                                                            | 15 000    | ?         | ?              | 32         | 2          | 30         | 468                     |                      | 37         | 90         | 13                           |
| 2010                                                                            | 15 500    | ?         | ?              | 35         | 2          | 33         | 442                     |                      | 42         | 43         | 13                           |
| 2014                                                                            | 15 650    | ?         | ?              | 37         |            | 37         | 422                     |                      | 41         | 40         | 13                           |
| 2017                                                                            | 15 650    | ?         | ?              | 30         | 2          | 28         | 521                     |                      | 34         | 36         | 12                           |
| 2020                                                                            | 17 000    | ?         | ?              | 36         | 3          | 33         | 472                     | 1                    | 37         | 32         | 12                           |
| 2022                                                                            | 17 000    |           |                | 35         | 3          | 32         | 485                     | 1                    | 36         | 32         | 12                           |
| Fuente: Catholic-Hierarchy, que a su vez toma los datos del Anuario Pontificio. |           |           |                |            |            |            |                         |                      |            |            |                              |

## Episcopologio

### Vicarios apostólicos

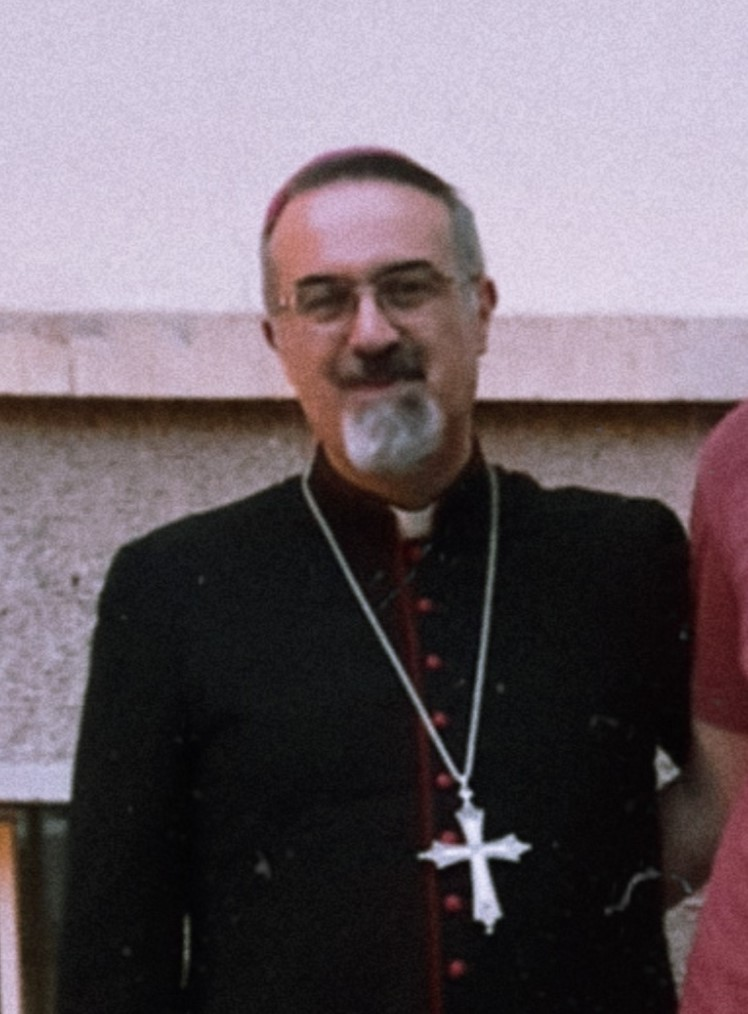
Massimiliano Palinuro, vicario apostólico de Estambul desde 2021

- Giacinto Subiano, O.P. † (5 de marzo de 1652-1653 renunció)
- Bonaventura Teuli, O.F.M.Conv. † (7 de enero de 1656-1662 renunció)
- Andrea Ridolfi, O.F.M.Conv. † (12 de febrero de 1662-15 de abril de 1677 falleció[nota 6])
- Vito Piluzzi, O.F.M.Conv. † (1675-? renunció)
  - Paride Maria Boschi, O.F.M.Conv. † (1677-? renunció) (provicario)
  - Hieronim Polokaj, O.F.M.Conv. † (1678-1678 renunció) (provicario)
- Gasparo Gasparini, O.F.M.Conv. † (31 de mayo de 1677-22 de agosto de 1705 falleció)
- Raimondo Galani, O.P. † (19 de abril de 1706-1720 renunció)
- Pier Battista Mauri, O.F.M.Ref. † (15 de junio de 1720-2 de abril de 1730 falleció)
- Antonio Balsarini † (18 de agosto de 1730-2 de enero de 1731 falleció)[nota 7]
- Francesco Girolamo Bona † (23 de junio de 1731-25 de junio de 1749 renunció)
- Biagio Paoli † (18 de marzo de 1750-1767 renunció)
- Giuseppe Roverani, Batt. † (10 de marzo de 1767-2 de julio de 1772 falleció)
- Giovanni Battista Bavestrelli † (31 de agosto de 1772-20 de abril de 1777 falleció)
- Nicolò Pugliesi † (7 de julio de 1777-8 de julio de 1778 falleció)
- Francesco Antonio Fracchia, Batt. † (26 de septiembre de 1778-21 de octubre de 1795 falleció)
- Giulio Maria Pecori d'Ameno, O.F.M.Ref. † (21 de octubre de 1795 por sucesión-28 de febrero de 1796 falleció)
  - Nicolò Timoni † (3 de junio de 1796-1796 renunció)[nota 8]
- Giovanni Battista Fonton, O.F.M.Conv. † (16 de marzo de 1799-26 de agosto de 1816 falleció)
- Vincenzo Coressi † (26 de agosto de 1816 por sucesión-7 de marzo de 1835 falleció)
- Julien-Marie Hillereau, S.M.M. † (7 de marzo de 1835 por sucesión-1 de marzo de 1855 falleció)
  - Antonio Mussabini † (1855-1858) (provicario)
- Paolo Brunoni † (23 de noviembre de 1858-1869 renunció)
  - Joseph Pluym, C.P. † (3 de junio de 1869-13 de enero de 1874 falleció) (administrador apostólico)
  - Serafino Milani, O.F.M. † (20 de marzo de 1874-? renunció)[nota 9]
  - Leopoldo Angelo Santanchè, O.F.M.Ref. † (13 de noviembre de 1874-? renunció)[nota 10]
- Antonio Maria Grasselli, O.F.M.Conv. † (22 de diciembre de 1874-23 de enero de 1880 renunció)
- Vincenzo Vannutelli † (23 de enero de 1880-22 de diciembre de 1882 nombrado nuncio apostólico en Brasil)
- Luigi Rotelli † (26 de enero de 1883-23 de mayo de 1887 nombrado nuncio apostólico en Francia)
- Augusto Bonetti, C.M. † (6 de mayo de 1887-19 de agosto de 1904 falleció)
- Giovanni Tacci Porcelli † (19 de diciembre de 1904-31 de diciembre de 1907 nombrado nuncio apostólico en Bélgica)
- Vincenzo Sardi di Rivisondoli † (6 de abril de 1908-1914 renunció)
- Angelo Maria Dolci † (11 de enero de 1914-14 de diciembre de 1922 nombrado nuncio apostólico en Bélgica)
  - Angelo Rotta † (6 de junio de 1925-20 de marzo de 1930 nombrado nuncio apostólico en Hungría) (administrador apostólico)
  - Carlo Margotti † (8 de marzo de 1930-25 de julio de 1934 nombrado arzobispo de Gorizia y Gradisca) (administrador apostólico)
  - San Angelo Giuseppe Roncalli † (30 de noviembre de 1934-23 de diciembre de 1944 nombrado nuncio apostólico en Francia) (administrador apostólico)
  - Alcide Giuseppe Marina, C.M. † (1945-18 de mayo de 1947 nombrado nuncio apostólico en Líbano) (administrador apostólico)
  - Andrea Cassulo † (1947-9 de enero de 1952 falleció) (administrador apostólico)
  - Paolo Bertoli † (24 de marzo de 1952-7 de mayo de 1953 nombrado nuncio apostólico en Colombia) (administrador apostólico)
  - Giacomo Testa † (18 de junio de 1953-1959 renunció) (administrador apostólico)
  - Francesco Lardone † (1959-1966 retirado) (administrador apostólico)
  - Saverio Zupi † (30 de agosto de 1966-1969 renunció) (administrador apostólico)
  - Salvatore Asta † (7 de junio de 1969-15 de noviembre de 1974 renunció) (administrador apostólico)
- Gauthier Pierre Georges Antoine Dubois, O.F.M.Cap. † (15 de noviembre de 1974-29 de mayo de 1989 falleció)
- Antuvan Marovitch † (29 de mayo de 1989 por sucesión-15 de diciembre de 1991 falleció)
- Louis Pelâtre, A.A. (9 de julio de 1992-16 de abril de 2016 retirado)
- Rubén Tierrablanca González, O.F.M. † (16 de abril de 2016-22 de diciembre[20] 2020 falleció)[nota 11]
- Massimiliano Palinuro, desde el 14 de septiembre de 2021